# Pellenes inexcultus
Pellenes inexcultus là một loài nhện trong họ Salticidae.
Loài này thuộc chi Pellenes. Pellenes inexcultus được Octavius Pickard-Cambridge miêu tả năm 1873.